# Douglas Haig
Douglas Haig (ur. 19 czerwca 1861 w Edynburgu, zm. 29 stycznia 1928 w Londynie) – pierwszy hrabia (earl) Haig, generał brytyjski, później marszałek polny, dowódca Brytyjskich Sił Ekspedycyjnych w trakcie I wojny światowej, realizator kontrowersyjnego sposobu prowadzenia wojny, oskarżany m.in. o nadmierne szafowanie życiem żołnierzy i szukanie przełamania frontu za wszelką cenę, co kończyło się dla Ententy ogromnymi stratami.

## Życiorys
Urodził się w zamożnej rodzinie producentów whisky. W 1895 ukończył z wyróżnieniem Królewską Akademię Wojskową w Sandhurst i został żołnierzem 7. pułku huzarów. Uczestniczył w wyprawie brytyjskiej 1898 do Sudanu pod dowództwem Horatio Kitchenera mającej na celu stłumienie powstania Mahdiego. Walczył m.in. w bitwie pod Omdurmanem, która doprowadziła do upadku powstania. W 1899 dostał stanowisko szefa sztabu generała Johna Frencha w Afryce Południowej, osobiście dowodził również w wielu bitwach II wojnie burskiej toczonej w latach 1899–1902. W jej ostatnim okresie kierował akcjami antypartyzanckimi. Potem odbywał służbę w Indiach i powołano go do Ministerstwa Wojny w Londynie, gdzie został szefem szkolenia wojskowego i współpracownikiem ministra wojny Richarda Haldane’a w sprawach reorganizacji i reformy wyposażenia wojsk, które niebawem musiały wziąć udział w I wojnie światowej.
Po wybuchu wojny Haig w 1914 przybył do Francji na stanowisku dowódcy I Korpusu, który w 1915 przeobraził się w I Armię. Podczas I wojny światowej, w grudniu 1915 r. zastąpił Johna Frencha na stanowisku dowódcy Brytyjskiego Korpusu Ekspedycyjnego. Poprzedzone to było wysłaniem do króla Jerzego V listu z obawami, że John French ma zbyt wielkie problemy z dowodzeniem Brytyjskimi Siłami Ekspedycyjnymi. Haig był wieloletnim przyjacielem Jerzego V, jednocześnie pozostając w stałym konflikcie z ministrem wojny i premierem Davidem Lloydem George'em. O ile Haig widział wygraną I wojny jedynie na Zachodzie, to George optował za przeprowadzeniem oskrzydlającego natarcia z Bliskiego Wschodu ze względu na zastój w Europie. Haig wzbudzał wówczas kontrowersje sprzeciwiając się prowadzeniu wojny pozycyjnej. Jego taktyka opierała się na wyeliminowaniu jak największej liczby Niemców, mimo że również straty armii brytyjskiej były ogromne.
Douglas Haig uczestniczył w bitwie nad Sommą w 1916  i bitwie pod Passchendaele w 1917 (znanej także jako „trzecia bitwa pod Ypres”). Ta pierwsza przyniosła pyrrusowe zwycięstwo aliantom, z kolei po tej drugiej zarówno alianci, jak i Niemcy ogłosili zwycięstwo, chociaż de facto pozostała ona nierozstrzygnięta. Straty po stronie aliantów wynosiły w obu tych bitwach w sumie prawie 950 000, jednak mimo to premier David Lloyd George nie potrafił zastąpić Haiga innym głównodowodzącym. Zdecydował się jednak wstrzymać wysyłkę nowych oddziałów na front, przez co wiosną 1918 rozpoczęła się ostateczna niemiecka ofensywa dowodzona przez Ericha Ludendorffa usiłującego rozdzielić armie Wielkiej Brytanii i Francji w marcu 1918. Tym razem Haig i Lloyd George podjęli współpracę, doprowadzając do uzyskania stanowiska dowódcy naczelnych wojsk sprzymierzonych przez Ferdinanda Focha, obawiali się bowiem, że szef armii francuskiej – marszałek Philippe Pétain – skupi się na obronie francuskiej stolicy – Paryża. Ten czynnik oraz wsparcie ze strony oddziałów amerykańskich i dużej liczby czołgów brytyjskich sprawiły, że linia frontu nie przesunęła się, a alianci odnieśli zwycięstwo.
Po zakończeniu I wojny został w 1919 uhonorowany tytułem szlacheckim. Założył organizację kombatancką Legion Brytyjski i doprowadził do inauguracji zbiórki finansowej w każdą rocznicę zawieszenia broni na fundusz charytatywny własnego imienia, który istnieje do dziś.

## Awanse
- porucznik (Lieutenant) – 1885
- kapitan (Captain) – 1891
- major (Major) – 1899
- podpułkownik (Lieutenant-Colonel) – 1901
- pułkownik (Colonel) – 1903
- generał major (Major-General) – 1904
- generał porucznik (Lieutenant-General) – 1910
- generał (General) – 1914
- marszałek polny (Field Marshal) – 1917